# Інвестор
Інвестор — людина чи комерційна установа, яка вкладає гроші та/або інші активи з метою їхнього збереження та примноження. На відміну від споживання чи витрати, інвестування має на меті передусім віддачу. Вважається, що якщо людина відкладає понад 30 % свого доходу, її можна розглядати як потенційного інвестора. В розмовній мові інвестором як правило називають людей чи підприємства, які здійснюють значні капіталовкладення.
Провідни́й інве́стор — це інвестор у синдикаті інвесторів, що визначає сферу інвестицій і їхню структуру, і, отже, здійснює основний контроль за даною угодою. При викупі великих компаній може бути ведучий інвестор у власний капітал компанії і провідний інвестор у позикові засоби компанії.

## Типи інвесторів
- держава
- інституційні інвестори
- корпоративні інвестори
- приватні інвестори